# Udzungwabergens nationalpark

Udzungwabergens  nationalpark ligger  i centrala Tanzania 350 km söder om Dar es Salaam, cirka 60 km öster om Iringa i distriktet Kilolo och 65 km sydväst om Mikumi nationalpark och har en yta på 1990 km2. 
Udzungwabergen är en del av en bergskedja som sträcker sig genom Kenya och Tanzania och härbärgerar flera djur- och växtarter som bara finns här. Förutom djur och växter bjuder parken på fin vandring och spektakulära vattenfall.

## Djurliv
Udzangwabergen är hem för 11 olika primatarter av vilka fem är endemiska. Några mer välkända arter är savannbabian, röda guerezor, diademmarkatta och grön markatta.
Förutom apor finns afrikanska elefanter, afrikansk buffel, lejon, leopard, abbotts dykare, nataldykare och blå dykare, buskbock, busksvin, honungsgrävling, sibetkatt, flodhäst, klippspringare, myrkottar, manguster, ekorre och hyrax.

widths="256"
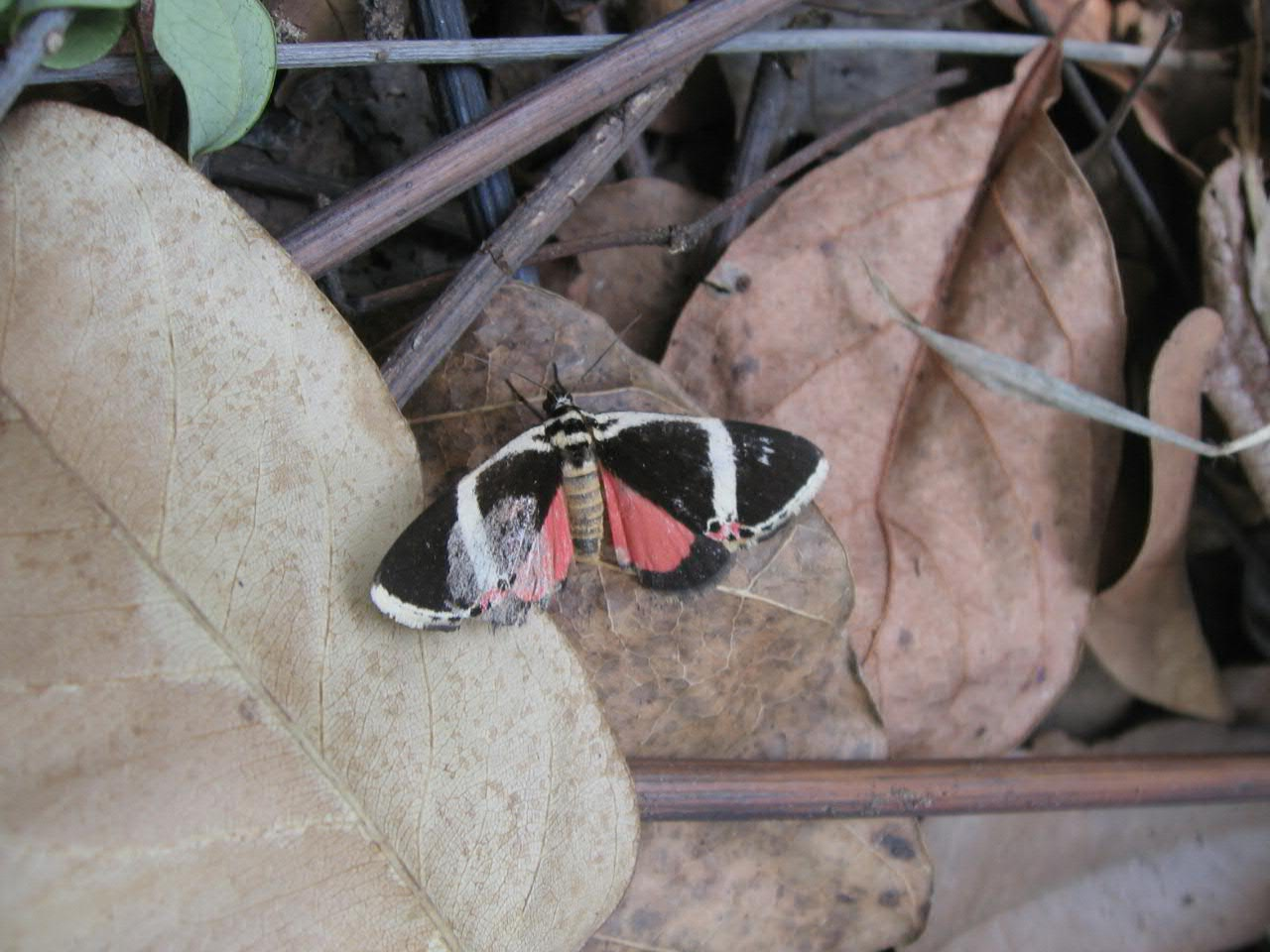
Fjäril i Udzungwa
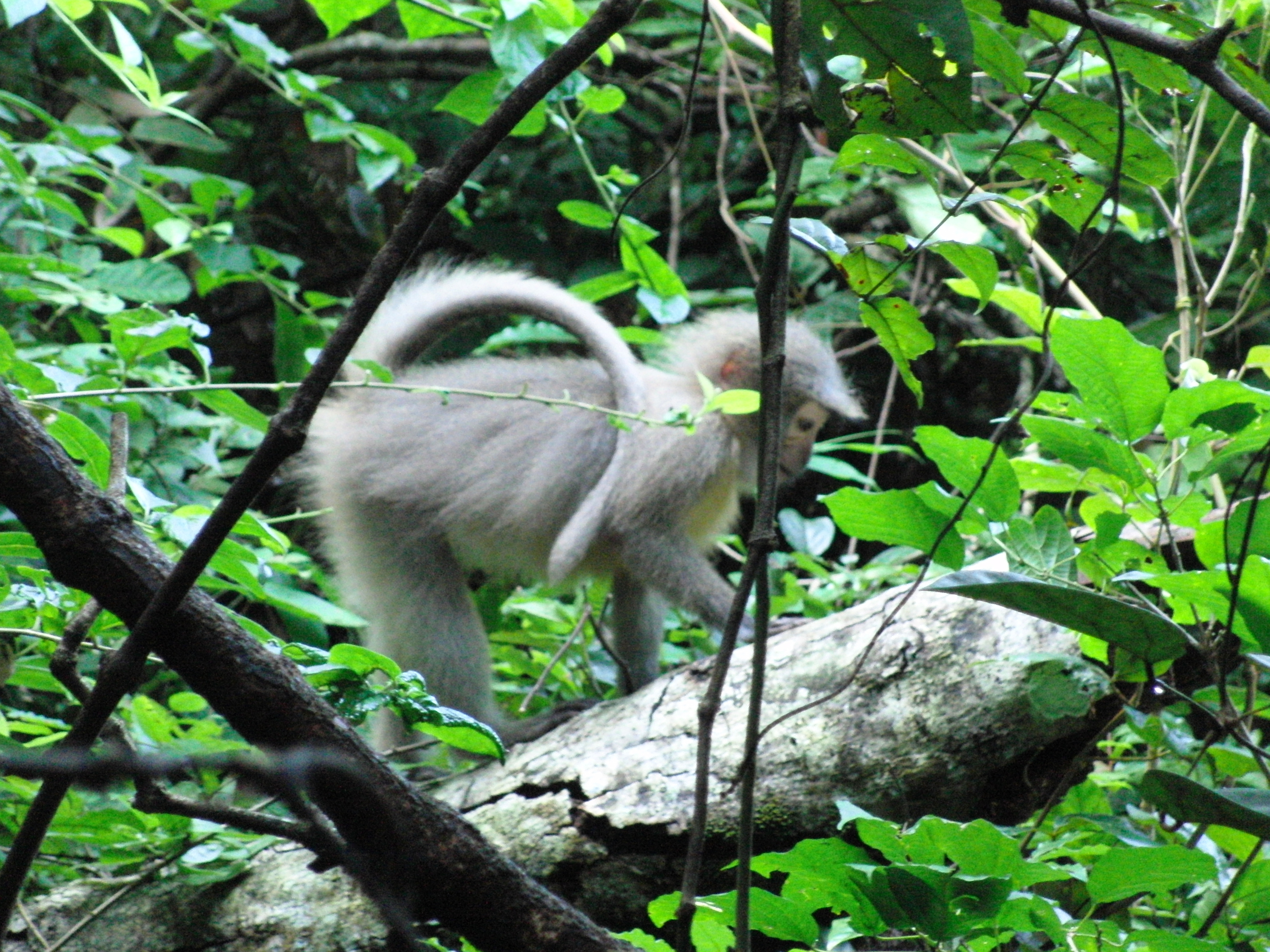
Höglandsmangab
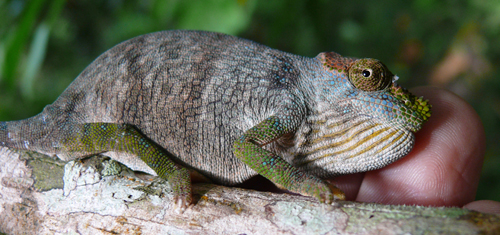
Kameleont

I Udzungawa finns ett mycket rikt fågelliv som omfattar 400 arter som grönhuvad gylling och fyra arter som bara finns i Udzungawa, exempelvis udzungwahönan som upptäcktes 1991.

## Säsong
Man kan besöka parken hela året även om det kan bli halt att vandra under regntiden. Torrperioden sträcker sig från juni till oktober, men man får bara beredd på lättare regn även då.

## Kommunikationer
För att ta sig till parken krävs fem timmars bilkörning från Dar es Salaam (350 km) alternativt från Mikumi (65 km) dit man kan flyga från Dar es Salaam.